# 丸亀市城内グラウンド
丸亀市城内グラウンド（まるがめしじょうないグラウンド）は、かつて香川県丸亀市の丸亀城内にあった野球場。主に軟式野球の試合に使われていたが、2016年3月で閉鎖された。

## 概要
1947年に設立された丸亀体育協会が中心となって、1948年6月に開設。1957年に丸亀市が買収して観客席などの改修工事が行われた。
スタンドはコンクリート製で、内外野に5段分ほどあったものの、周囲は高い壁で囲まれておらず、野球場内に自由に出入りができ、レフト後方はスタンドがなく丸亀城の内堀になっていた。

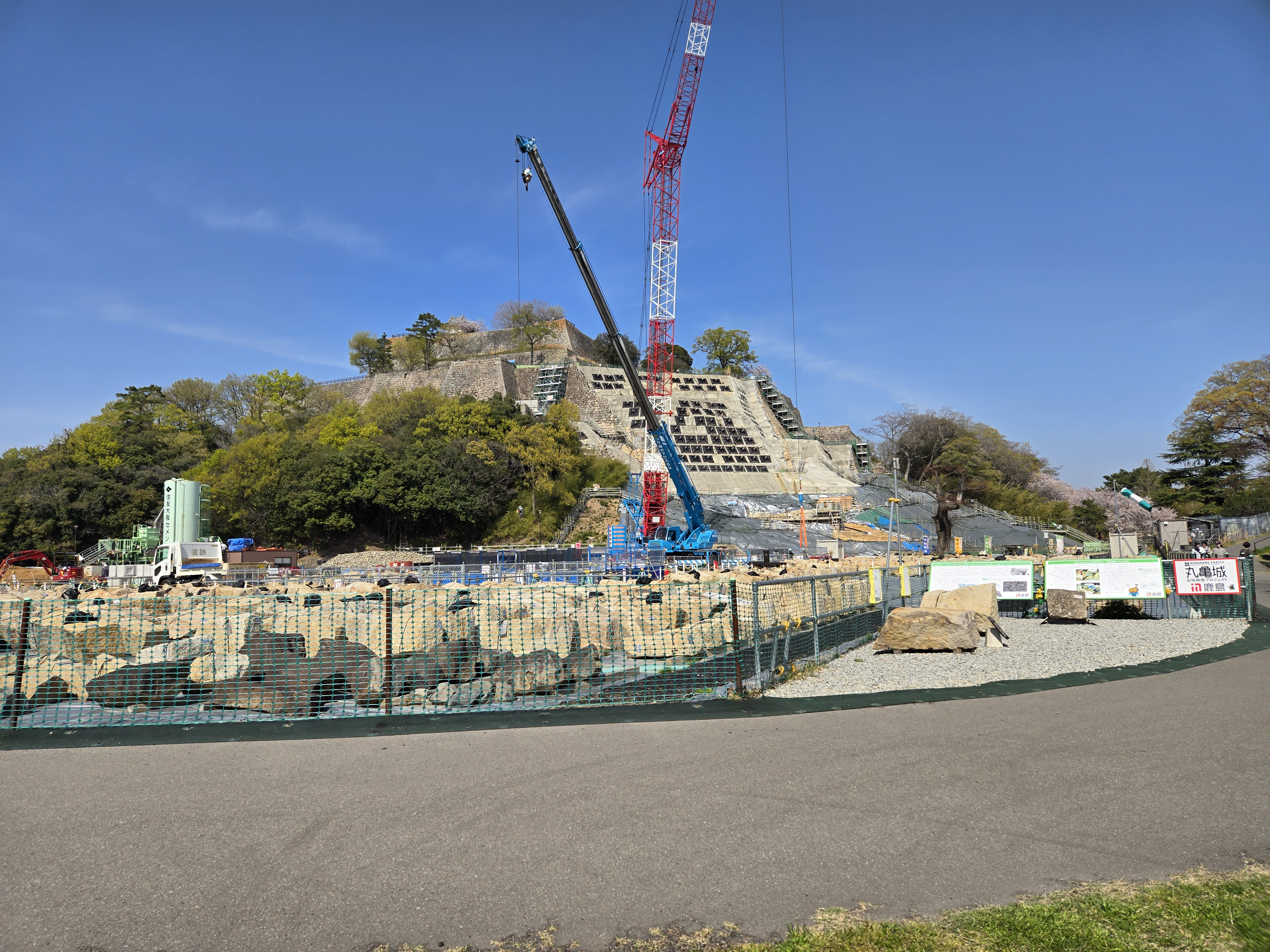
石材置き場として使われている跡地

開設後はプロ野球公式戦が2試合行われたほか、丸亀高校野球部が練習場として使用した時期もあった。少年野球、草野球の試合や、丸亀お城まつりのイベント会場として利用されるなど市民の憩いの場として親しまれたが、老朽化のため丸亀市総合運動公園に新球場を建設する計画が1990年代から企図され、2015年3月に丸亀市民球場としてオープンした。これに伴い、当球場は2016年3月をもって閉鎖されることとなった。閉鎖後の跡地は丸亀城の石垣を修理するための石材置き場に転用される予定となっている。

## 施設概要
- グラウンド面積：12,635m2
- 両翼：90m、中堅：120m
- 内野：土､外野：天然芝
- 収容人員：約1,000人（内外野：階段席）
- スコアボード：パネル式（得点表示のみ）

## プロ野球公式戦開催実績
- 1950年8月22日 広島カープ 3-2 国鉄スワローズ
- 1952年7月8日 西鉄ライオンズ 1-4 阪急ブレーブス

## 周辺施設
城内
- 丸亀市立資料館 - 丸亀城、京極家などの歴史的資料を展示。
- 亀山動物園（2009年8月31日閉園）
- 亀山公園こどもの国（2007年11月25日閉園）
- 芝生広場 - バレーコートに使用されていた時期がある。

城外
- 香川県立丸亀高等学校
- 外濠緑道公園 - 外堀跡に造られた遊歩道及び小規模な公園。

## 交通機関
- JR四国予讃線：丸亀駅
- 丸亀コミュニティバス：亀山公園停留所